# 고깔 (드라마)
《고깔》은 1984년 10월 14일에 MBC TV에서 방영되었던 베스트셀러극장이다.

## 줄거리
보육원에서 불우했던 어린 시절을 보낸 봉숙(윤여정)은 자라서 기자가 된다. 노처녀가 된 봉숙은 가난한 박 시인(오승명)의 두번째 부인이 되어 가정의 행복을 맛본다.
그러나 박 시인이 다시 전 부인에게 돌아간 뒤 봉숙은 혼자 딸 복희를 낳아서 키우는데...

## 출연
- 윤여정
- 오승명
- 지계순
- 홍성민
- 김다혜
- 안재은
- 박종관
- 박상조
- 정대홍
- 김명희
- D. Marson
- 전희룡
- 이현미
- 김주승
- 문창근
- 장현우
- 이미진
- 송영웅
- 천호진
- 구보석
- 권경숙
- 노경주
- 정영진
- 김현성
- 백계순